# Bla (Kreis)

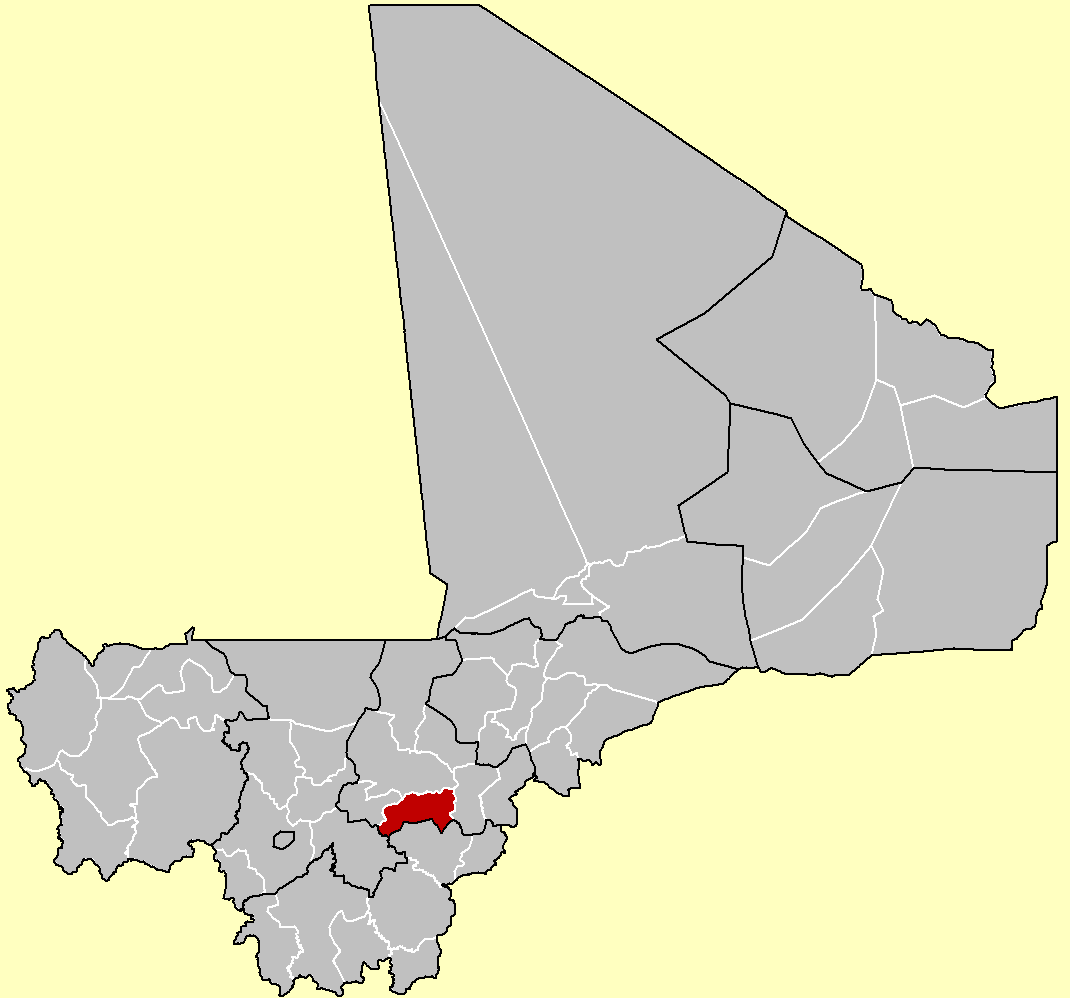
Kreis Bla

Bla ist der Name eines Kreises (französisch cercle de Bla) in der Region Ségou in Mali.
Der Kreis teilt sich in 17 Gemeinden, die Einwohnerzahl betrug beim Zensus 2009 283.663 Einwohner. (Zensus 2009)
Gemeinden: Bla (Hauptort), Béguéné, Diaramana, Diéna, Dougouolo, Falo, Fani, Kazangasso, Kéméni, Korodougou, Koulandougou, Niala, Samabogo, Somasso, Tiéména, Touna, Yangasso. 